# 馬特阿雷
馬特阿雷（西班牙語：Mateare），是尼加拉瓜的城鎮，位於該國西部，由馬那瓜省負責管轄，始建於1898年，面積298平方公里，海拔高度56米，2005年人口28,775，人口密度每平方公里96.56人。